# Han Seok-jong
Đây là một tên người Triều Tiên, họ là Han.
Han Seok-jong (tiếng Hàn: 한석종; sinh ngày 19 tháng 7 năm 1992) là một cầu thủ bóng đá Hàn Quốc thi đấu ở vị trí tiền vệ thi đấu cho Incheon United FC.

## Sự nghiệp
Anh ký hợp đồng với Gangwon FC ngày 13 tháng 12 năm 2013.
Năm 2017, anh gia nhập Incheon United FC.